# Liste der Kulturgüter in Berlingen
Die Liste der Kulturgüter in Berlingen enthält alle Objekte in der Gemeinde Berlingen im Kanton Thurgau, die gemäss der Haager Konvention zum Schutz von Kulturgut bei bewaffneten Konflikten, dem Bundesgesetz vom 20. Juni 2014 über den Schutz der Kulturgüter bei bewaffneten Konflikten sowie der Verordnung vom 29. Oktober 2014 über den Schutz der Kulturgüter bei bewaffneten Konflikten unter Schutz stehen.
Objekte der Kategorie A sind im Gemeindegebiet nicht ausgewiesen, Objekte der Kategorie B sind vollständig in der Liste enthalten, Objekte der Kategorie C fehlen zurzeit (Stand: 1. Januar 2023).

## Kulturgüter
| Foto |                                                                 | Objekt                               | Kat. | Typ | Standort                       | Beschreibung |
| ---- | --------------------------------------------------------------- | ------------------------------------ | ---- | --- | ------------------------------ | ------------ |
| BW   | Datei hochladen · Wikidata zu Schulhaus (Q133892706)            | Schulhaus KGS-Nr.: 04909             | B    | G   | Schulstrasse 1 718728 / 281367 |              |
| ja   | Datei hochladen · Wikidata zu Reformierte Kirche (Q29882569)    | Reformierte Kirche KGS-Nr.: 04932    | B    | G   | Seestrasse 45 718473 / 281605  |              |
| ja   | Datei hochladen · Wikidata zu Grosses Haus, Kehlhof (Q29882564) | Grosses Haus, Kehlhof KGS-Nr.: 04933 | B    | G   | Seestrasse 17 718405 / 281485  |              |
| ja   | Datei hochladen · Wikidata zu Villa Seeschau (Q133892909)       | Villa Seeschau KGS-Nr.: 05111        | B    | G   | Seestrasse 9 718371 / 281451   |              |
| ja   | Datei hochladen · Wikidata zu Adolf Dietrich-Haus (Q29882563)   | Adolf Dietrich-Haus KGS-Nr.: 13628   | B    | G   | Seestrasse 31 718436 / 281542  |              |
| ja   | Datei hochladen · Wikidata zu Rathaus / Haus Schiff (Q29882566) | Rathaus, Haus Schiff KGS-Nr.: 13629  | B    | G   | Seestrasse 77 718567 / 281645  |              |
| BW   | Datei hochladen · Wikidata zu Untere Mühle (Q133893101)         | Untere Mühle KGS-Nr.: 17057          | B    | G   | Bachstrasse 28 718553 / 281455 |              |